# Marc Tarpenning
Marc Tarpenning (* 1. Juni 1964 in Sacramento)  ist ein US-amerikanischer Ingenieur und Unternehmensgründer. Er war der Vizepräsident und Mitgründer des Unternehmens Tesla Motors, das Elektroautos entwickelt und produziert.
Als Vizepräsident verantwortete er vor allem die Entwicklung der elektrischen Systeme, der Elektronik und der Software für das Elektroauto Tesla Roadster sowie die Website und das Wissensmanagement des Unternehmens.

## Ausbildung und berufliche Karriere
Nach dem Erwerb des Bachelorgrades in Informatik von der University of California, Berkeley begann er seine berufliche Karriere bei Textron in Saudi-Arabien. Dort sah er die großen Bauten, die unter anderem dank der Abhängigkeit der Industriestaaten vom Öl errichtet werden konnten. Diese Erfahrungen formten seine Vorstellungen über die globale Erwärmung, Umweltfragen und die Nutzung der weltweiten Ressourcen.
Unzufrieden kehrte Marc Tarpenning in die Vereinigten Staaten zurück und arbeitete bei verschiedenen Start-up-Unternehmen, wo er Software und Firmware für Unternehmen wie NEC, Seagate und Bechtel entwickelte, bzw. deren Entwicklung organisierte. 1997 gründete er zusammen mit Martin Eberhard NuvoMedia, wo er die Entwicklung des Rocket eBook und der Serverinfrastruktur leitete, die erforderlich ist, um elektronische Bücher und andere Inhalte unter Copyright sicher über das Internet zu verkaufen. Nach dem Verkauf von NuvoMedia arbeitete er drei Jahre als Vizepräsident für Entwicklung bei Packet Design, einem innovativen Unternehmen für Netzwerktechnologie, das von Judith Estrin gegründet wurde.

## Tesla Motors
2003 gründete er mit Martin Eberhard das Automobilunternehmen Tesla Motors. In der Folgezeit war er mehrere Jahre als CFO für Tesla verantwortlich. Nachdem sein Mitgründer Martin Eberhard das Unternehmen bereits Ende 2007 verlassen musste, schied 2008 auch Marc Tarpenning als CFO aus dem Unternehmen aus.